# 港尾寮
港尾寮，原寫為港尾藔，是臺灣嘉義縣六腳鄉的一個傳統地域名稱，位於該鄉東北部凸出部分的南端。相較於今日行政區，其範圍大致包括港美村、豐美村。

## 歷史
原稱溪底仔。1685年（清康熙二十四年），泉州南安人黃放、李碧入墾港尾寮庄。
台灣日治初期，港尾寮地區為一（舊制）街庄，稱為「港尾藔庄」，隸屬於大槺榔西堡。昔日該庄西隔北港溪與溪墘厝庄為界，北與六斗尾庄、崙仔庄為鄰，東北與大崙庄為鄰，東邊為番婆庄，東南邊為雙涵庄，南邊為三姓藔庄，西南邊為竹仔腳庄。
1901年（日治明治三十四年）11月，全台廢縣廳改設二十廳，該庄隸屬於嘉義廳。1903年（明治三十六年）6月，該庄編入「灣內區」，隸屬於嘉義廳。1909年（明治四十二年）10月，合併二十廳為十二廳，灣內區仍隸屬於嘉義廳。1920年（大正九年），全台地方制度大改正，廢十二廳改設五州二廳，該庄改制並雅化為「港尾寮」大字，隸屬於臺南州東石郡六腳庄（新制街庄）。
戰後六腳庄改制為六腳鄉，隸屬於臺南縣，大字亦改制為村。1950年10月，雲、嘉、南分治，六腳鄉改隸屬於嘉義縣。
目前以省道臺19線、鄉道嘉57線為界，將港尾寮大字分成二村：東部沿用舊名，並將「尾」字雅化為「美」，稱「港美村」；西部取「豐收美好」之意，稱「豐美村」。

## 聚落
本地區發展較早的聚落有港尾藔、新店等，在日治期初期的官方地圖上已有記載。此外，本地區尚有頂寮聚落。

## 交通
省道台19線又稱「中央公路」，是彰化至台南永康的幹道，經過本地區港尾寮聚落。由該道路北行可前往雲林縣北港鎮、元長鄉、襃忠鄉、崙背鄉等地；南行可前往朴子市、義竹鄉、臺南市鹽水區、學甲區等地。
縣道145號是埤頭至港尾寮的道路，其南側端點（終點）在本地區西部的省道台19線路口。由此北行可前往雲林縣北港鎮、元長鄉中部偏東南、土庫鎮、虎尾鎮、西螺鎮、埤頭鄉等地。
鄉道嘉57線是港尾寮至小槺榔的道路。
鄉道嘉66線是港尾寮至月眉潭的道路。